# Schloss Sankt Martin im Innkreis

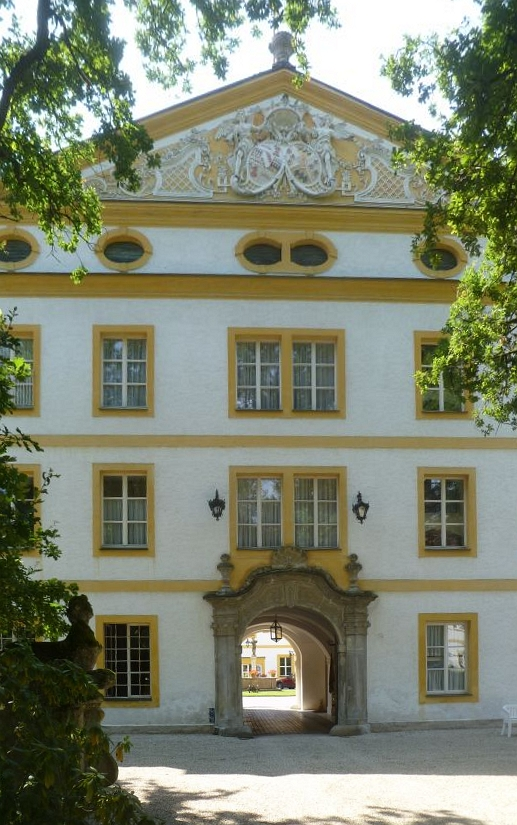
Schloss Sankt Martin im Innkreis (Mittelrisalit)

Das Schloss Sankt Martin im Innkreis, auch Schloss Arco-Zinneberg befindet sich im Ortsteil Diesseits in der Gemeinde Sankt Martin, Bezirk Ried im Innkreis von Oberösterreich. Das heutige Barockschloss ist der fünfte Burgen- bzw. Schlossbau an dieser Stelle. Das Schloss hat auch den Namen Altschwendt getragen.

## Geschichte
Die erste urkundliche Erwähnung stammt von 1150, damals war das Anwesen im Besitz der Schwenter (Schwendter). Der letzte dieser Familie war Hans der Schwenter († 1417). 1430 erwarb Ortolf von Trennbach den damals noch aus Holz gebauten und von einem Teich umgebenen Ansitz. Aus dem Geschlecht der Trennbacher wurde der spätere Passauer Bischof Urban von Trennbach († 1598) hier geboren und verbrachte hier auch seine Jugend. 1584 erlosch die Familie Trennbach und Bischof Urban betraute zuerst Christoph Pienzauer mit der Verwaltung des Besitzes (bis 1606).
Durch die zweite Heirat der Maria Stocker, geborene von Trennbach (in erster Ehe mit Hans Stocker von Utzenaich verheiratet), mit Veit von Tattenbach (Tattenbeck) von Hausbach (1575) ging der Besitz an letztere Familie über. 1584 kaufte Veit von Tattenbach die Burg Einburg, die Hofmark Raab, 1588 hatte er den bereits baufälligen Edelsitz Murau erworben. Dieser und sein Sohn erlitten 1593 auf einer Pilgerfahrt in das Heilige Land Schiffbruch und ertranken. Nach Abfindung des Trennbacher Erben ging das Schloss an das Geschlecht derer von Tattenbach-Rheinstein über. Eigentümer wurde Hans Ardolf (Johann Adolf) von Tattenbach-Rheinstein († 1647). Dieser war von seinen Untertanen ein gehasster Gebieter. Während des Oberösterreichischen Bauernaufstandes zündeten seine „Dienstholden“ 1626 das Schloss an. Nach einem Wiederaufbau wurde es im gleichen Jahr nochmals ein Raub der Flammen. Das alte Schloss wurde nicht mehr aufgebaut, sondern der nächste Bau erfolgte als Steinbau und brachte eine wesentliche Vergrößerung mit sich. Johann Adolf war aber wirtschaftlich sehr erfolgreich, er erwarb 1617 Schloss Zell an der Pram, 1638 die Herrschaft Obereitzing und 1639 Schloss Sigharting.

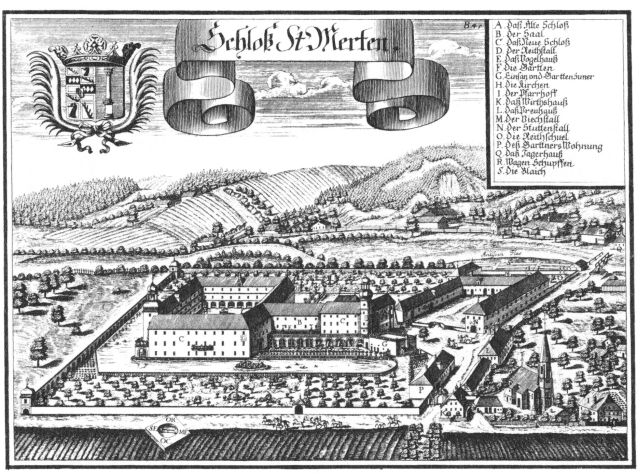
Schloss Sankt Martin im Innkreis nach einem Kupferstich von Michael Wening von 1721

Nachfolger von Johann Adolf wurde sein Neffe Graf Gottfried Wilhelm von Tattenbach-Rheinstein († 1687), der im Unterschied zu seinem Vorgänger bei seinen Untertanen sehr beliebt war. Verheiratet war er mit Maria Barbara, Komtesse von Kurtz und Valley († 1703). Die Tattenbacher waren 1620 in den Freiherrnstand und 1637 in den Reichsgrafenstand erhoben worden. Nächster Erbe war Ferdinand Josef Reichsgraf von Tattenbach. Dieser wurde am 3. Oktober 1712 in einem Wald bei Hart bei Sankt Peter von gedungenen Mördern erschossen. Nicht verbürgt ist das Gerücht, dass sein eigener Sohn von Tattenbach ihn hat umbringen lassen, um früher an das Erbe zu kommen. Der Besitz kam sodann an Max Franz († 1762). Auch dieser konnte den Besitz wesentlich vergrößern. 1723 brach im Schloss erneut ein Brand aus. Der 1726 vollendete Wiederaufbau führte zu dem heutigen Aussehen. Die barocke Schlosskapelle stammt aus dem Jahr 1726 und ist dem hl. Florian geweiht.
Der einzige Sohn des Max Franz war Joseph Ferdinand von Tattenbach († 1802). Da er trotz zweier Ehen kinderlos blieb, ging der Besitz an Heinrich Christian Joseph Ignaz aus der sog. Wolf’schen Linie der Tattenbachs über. Auch dieser verstarb erbenlos († 1821), vermachte seinen Besitz aber seinem Vetter Graf Maximilian von Arco-Valley über († 1875). Aus der Ehe mit der italienischen Gräfin Anna Mareschaldi entsprossen zwölf Kinder. Erwähnenswert ist die Eheschließung im Jahr 1865 von Komtesse Maria Arco-Valley mit Sir Acton, einem Mitglied des englischen Unterhauses in der Schlosskapelle von St. Martin. Nach dem Ende des Zweiten Weltkrieges war hier die Spanische Hofreitschule untergebracht. Weitere Besitzer waren Maximilian Graf von Arco-Valley und Ferdinand Graf Arco-Valley († 1968). Nachfolger wurde der ehemalige U-Boot-Kommandant Ulrich-Philipp von Arco-Zinneberg († 1980), ein in Bayern lebender Adoptivsohn des vorigen Besitzers. 1970 ist eine Innenrestaurierung der Räume sowie etlicher Ölgemälde im Schloss erfolgt. 1971 mietete Gordon Getty, Sohn des „Öl-Tycoons“ J. Paul Getty, das Schloss.

## Schloss Sankt Martin heute
Das Schloss steht inmitten einer Parkanlage, die an drei Seiten mit einer Mauer umgeben und nicht öffentlich zugänglich ist. Die Einfriedung an der vierten Seite besteht in der Antiesen. Rechts der Zufahrt zum Schloss steht ein ebenfalls bestens gepflegter Wirtschaftstrakt, hinter dem Wirtschaftstrakt befinden sich ein Reiterhof und die Reiterschenke. Der früher das Schloss umgebende Weiher wurde 1854 trockengelegt.
Das Schloss selbst ist ein mächtiger Vierkantbau mit glatter Fassade. Die drei Geschoße sind durch ockerfarbene Gurtgesime gegliedert, die Ecken werden durch Putzquader in der gleichen Farbe betont. Die Farbe wird auch bei den Fensterumrahmungen verwendet. Beim Verkauf von Schloss Aurolzmünster durch die Familie Arco-Valley im Jahr 1926 wurde die Einrichtung dieses Schlosses in das Stammschloss von Sankt Martin verbracht, teilweise wurden auch eingebaute Säulen und Balkone mitgenommen.
In den Hof des Schlosses gelangt man durch ein einfaches Tor. Hier findet man einen Skulpturbrunnen mit einem mandolinenspielenden Jüngling inmitten einer Gartenanlage. Die Räume im ersten Stockwerk sind reich mit Stuckatur ausgestattet; die Felder sind farbenfreudig mit allegorischen Darstellungen gestaltet.
Eine ehemals im Schlossinnenhof aufbewahrte Bronzeskulptur, die den heidnischen Gott Bacchus zeigt und von Adriaen de Vries gefertigt wurde, wurde im Dezember 2014 von Christie’s versteigert. Die Skulptur wurde vom Rijksmuseum Amsterdam um EUR 22,5 Millionen ersteigert.

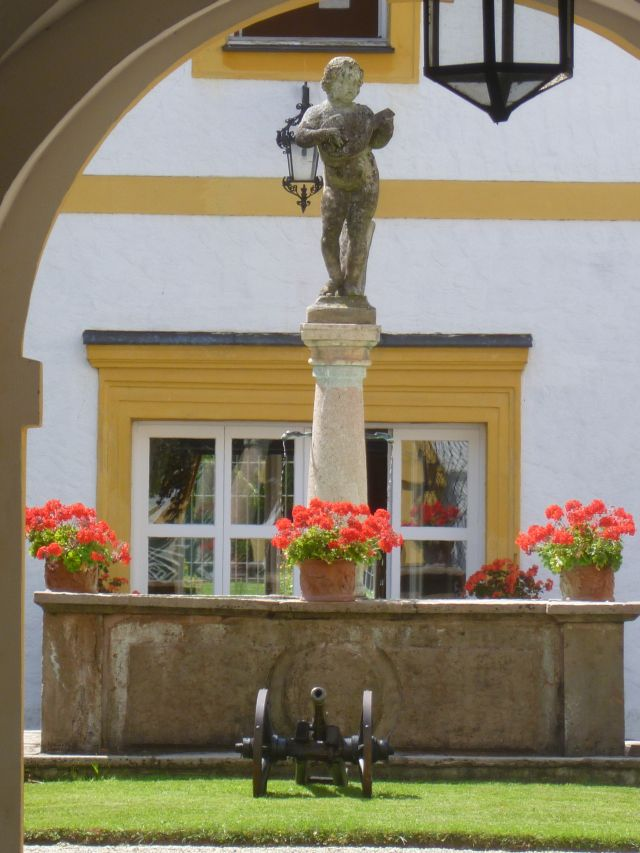
Innenhof von Schloss St. Martin
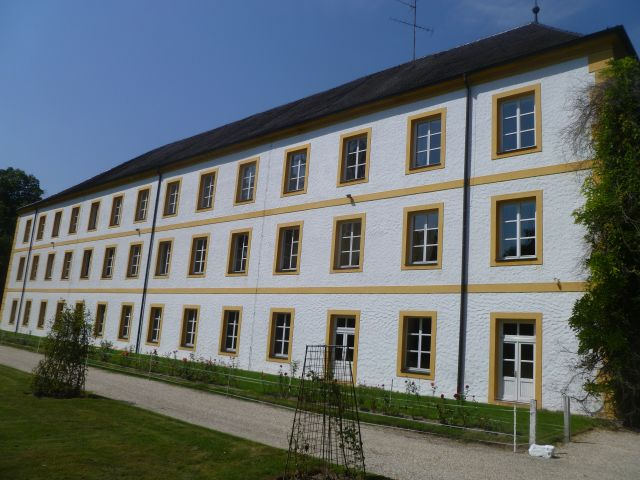
Seitenflügel von Schloss St. Martin
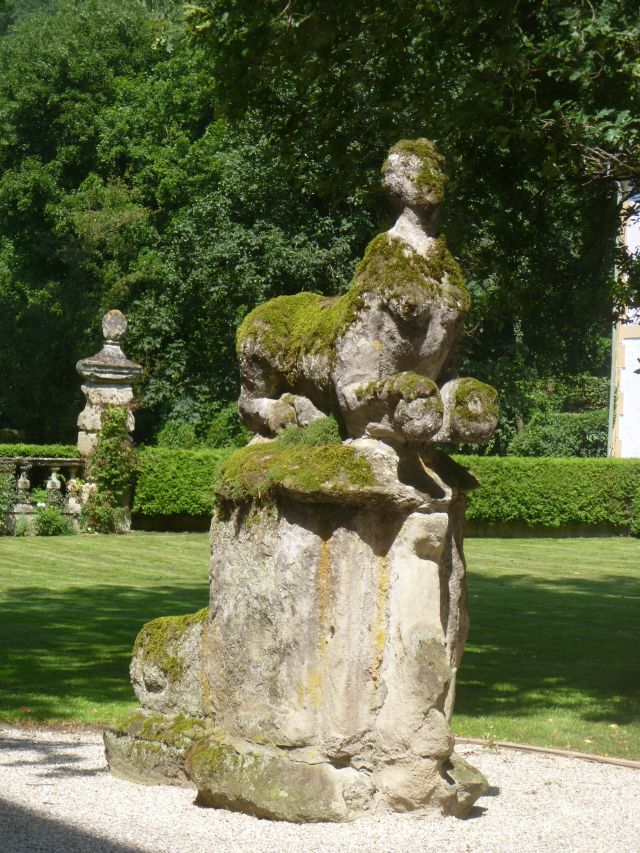
Gartenfigur vor dem Schloss St. Martin
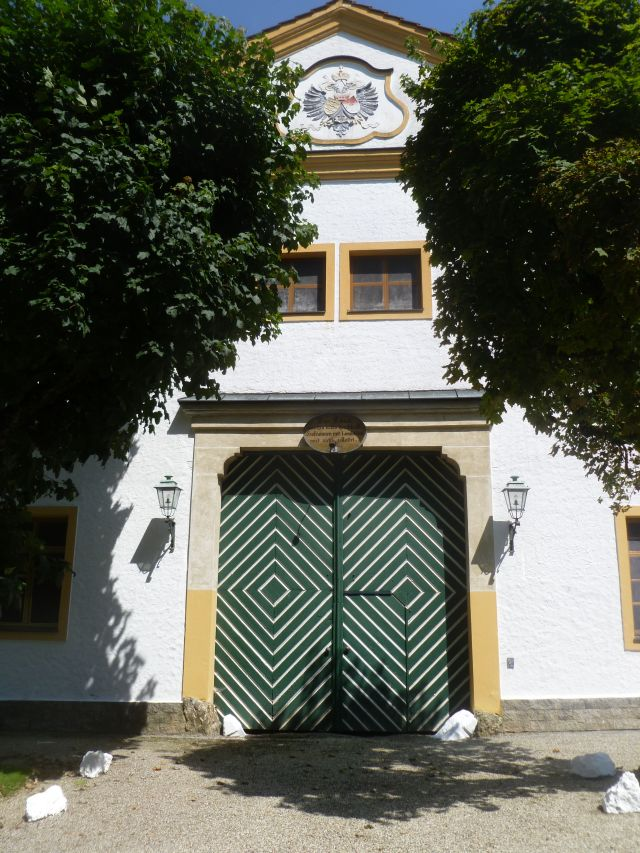
Eingang zum Wirtschaftstrakt
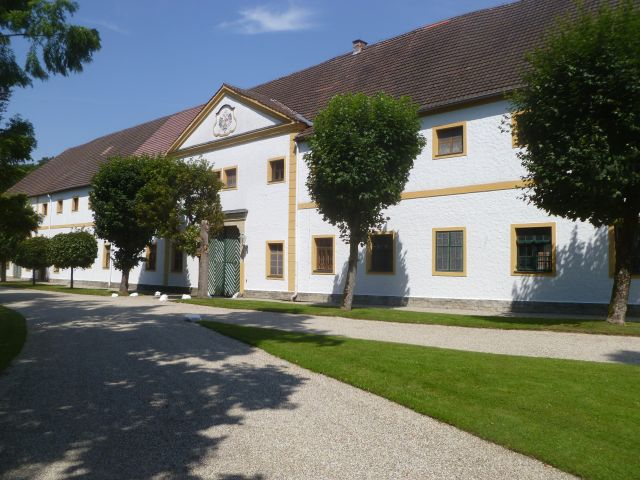
Wirtschaftstrakt von Schloss St. Martin
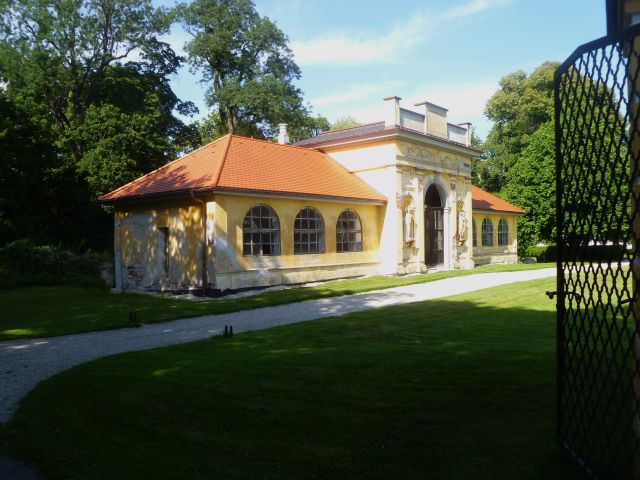
Gartenpavillon von Schloss St. Martin